# Vinovo
Vinovo är en ort och kommun i storstadsregionen Turin, innan 2015 provinsen Turin, i regionen Piemonte, Italien. Kommunen hade 15 042 invånare (2017).

## Sport
- Ippodromo Vinovo
- Gran Premio Carlo Marangoni
- Gran Premio Costa Azzurra
- Gran Premio Societa Campo di Mirafiori